# 都筑駅
都筑駅（つづきえき）は、静岡県浜松市浜名区三ヶ日町都筑にある、天竜浜名湖鉄道天竜浜名湖線の駅である。

## 歴史
以前は貨物取扱も行っていたため、分岐線跡が残っている。また現在パンの店である所のテナントには、以前魚屋が入っていた。
- 1938年（昭和13年）4月1日：鉄道省二俣西線（後の二俣線） 三ヶ日駅 - 金指駅間延伸時に開設[2]。旅客・貨物取扱開始[2]。
- 1962年（昭和37年）8月21日：貨物取扱廃止[2]。
- 1970年（昭和45年）6月1日：荷物扱い廃止[3]。同時に無人駅化[4]。
- 1987年（昭和62年）3月15日：第三セクター鉄道へ転換、天竜浜名湖鉄道の駅となる[2]。

## 駅構造
単式ホーム1面1線を有する地上駅。周囲とホームとの段差は無い。
無人駅。駅舎にはパンの店が入居している。また、駅前には象の形を模したトイレが設置されている。

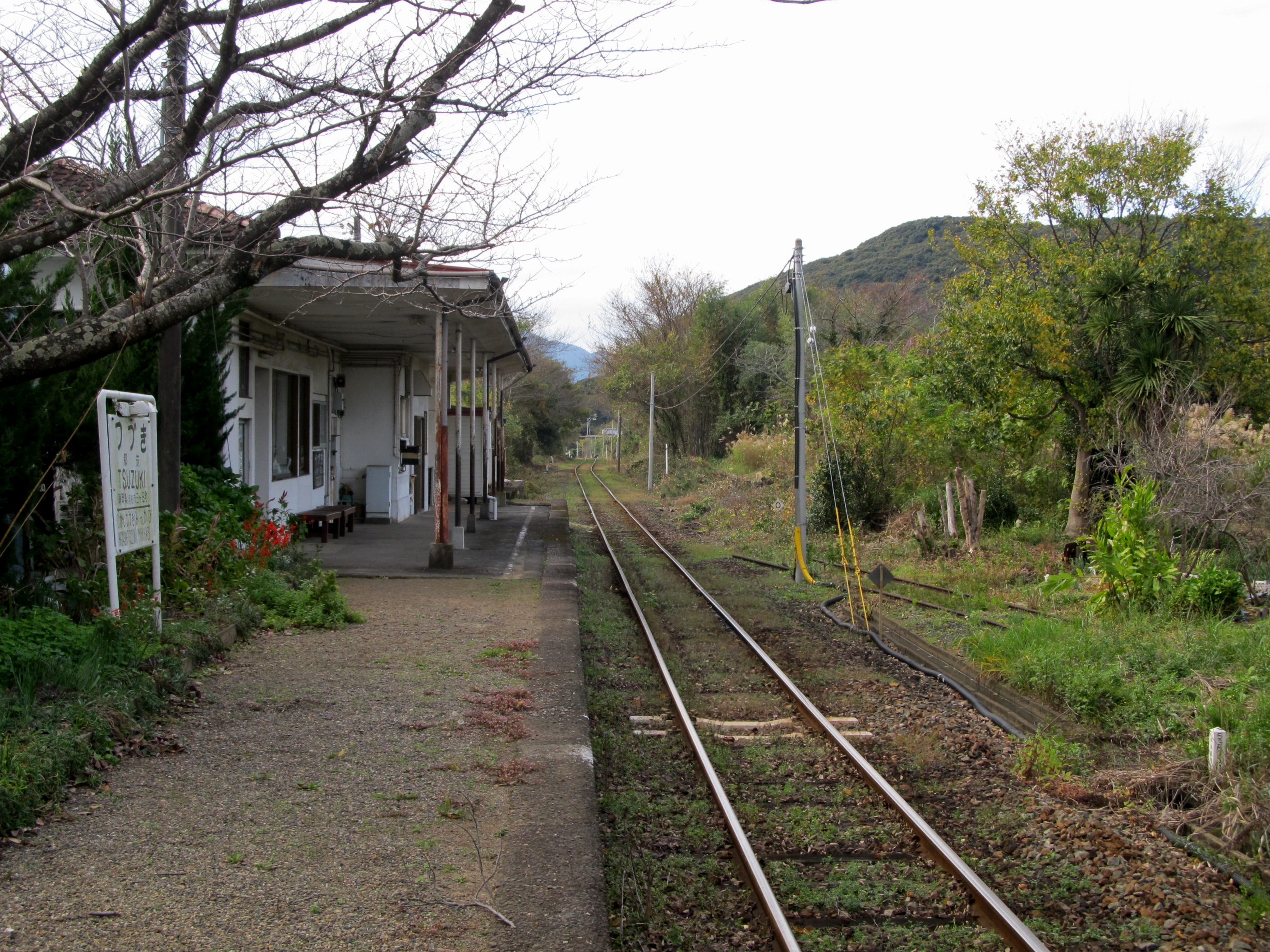
ホーム

## 利用状況
近年の1日平均乗車人員の推移は以下の通り。
| 乗車人員推移 | 乗車人員推移    |
| 年度         | 1日平均乗車人員 |
| ------------ | --------------- |
| 2008         | 62              |
| 2009         | 55              |
| 2010         | 52              |
| 2011         | 51              |
| 2012         | 45              |
| 2013         | 54              |
| 2014         | 51              |
| 2015         | 52              |
| 2016         | 66              |
| 2017         | 56              |
| 2018         | 52              |
| 2019         | 50              |
| 2020         | 38              |
| 2021         | 42              |
| 2022         | 42              |

## 駅周辺
住宅は多くない。
- 浜松市立都筑保育園
- 国道362号
- 東名高速道路
- 遠鉄バス40気賀三ヶ日線「野地」停留所：浜松駅行（気賀駅前に寄らず）、三ヶ日車庫行

## 隣の駅
天竜浜名湖鉄道
■天竜浜名湖線
東都筑駅 - 都筑駅 - 三ヶ日駅